# Sønderborg Station
Sønderborg Station er en dansk jernbanestation i Sønderborg. Den åbnede for trafik i 1901, da strækningen til Tinglev Station indviedes.

## Historie

### Anlæggelsen
Anlægsarbejdet påbegyndtes i sommeren 1899. Området mellem Alssund og skrænten op mod Dybbøl var så smalt, at der måtte opfyldes en del i sundet for at skabe det nødvendige areal. Området blev anlagt i to niveauer. Det laveste og nærmest sundet blev anlagt med godsekspedition, pakhus og spor dertil og på det højere niveau ved skrænten byggedes selve stationsbygningen og arealer til persontrafikken. Cirka 200 meter fra stationen sammenløb godssporene med perronsporene. Ved siden af perronsporene på det høje niveau blev der også bygget en remise til fire lokomotiver. Der blev også gravet en stor vandbeholder ind i skrænten, hvilket gjorde at der ikke kom noget vandtårn, hvilket ellers var normalt på de større stationer på den tid.
På det lave niveau var der et spor helt ud til sundet, som gjorde det ud for at være byens havnebane på Sundevedsiden med fire anløbsbroer. På den anden side af sundet var der også en havnebane, men denne var kun smalsporet og havde kun forbindelse med banerne på Als.
Da der netop var baner på Alssiden var der naturligt nok også en station på denne side. Derfor hed stationen på Sundevedsiden Sønderborg H og stationen på Alssiden Sønderborg Bystation.

### Christian X's Bro
I 1930 indviedes den nye Kong Christian den X's Bro og der blev samtidig ændret en del på sporforløbene på Sønderborg H. Godssporene forblev stort set uændret, men et af sporene på det højeste niveau blev videreført hen over broen. Der var dermed nu direkte forbindelse til Amtsbanerne på Als. Da Amtsbanen  var smalsporet, måtte godsvognene omlades til en såkaldt vognbjørn til viderebefordring på smalsporet. Amtsbanerne blev for en stor del dog allerede nedlagt i 1933 og tilbage var nu kun Mommark-banen med normalspor op gennem byen og videre til Mommark. Banen blev nedlagt i 1962 og blev erstattet af busser, tilbage var kun godstrafik til havnen.

### Trængsel på stationen
Fra starten var det godstrafikken der var vigtigst, da mange passagerer i stedet valgte at benytte skibene til både Flensborg og Kiel. Det ændredes dog lidt efter Genforeningen i 1920, men godstrafikken var fortsat vigtig. I forbindelse med sporet hen over Alssund kom der også yderligere transport både til Nordhavnen og Solofabrikken. Til sidst var trængslen på det smalle areal så stort af både gods og persontrafik, at man omkring 1960 begyndte at planlægge en ny station. Handelsstandsforeningen ønskede at få flyttet stationen over på Alssiden, men det store arealbehov satte en stopper for dette. Den nye bygning fra 1967 bar præg af at være en endestation. Det var en vinkelbygning der langs sporene gav en perron på ca. 150 meter. I en kort periode lå begge stationer på stedet, da den nye blev bygget nord for den gamle. I forbindelse med indvielsen af den nye bygning, skiftede stationen samtidig navn til blot Sønderborg Station.

### Nedgangstider
Op igennem 1990'erne blev godstrafikken stadigt mindre i Sønderborg såvel som i resten af landet. I slutningen af årtiet lå godssporene ubenyttet hen og byrådet begyndte at lægge planer for en ny anvendelse af området. I 2004 blev stationsbygningen nedrevet og erstattet med en perron uden ventemuligheder. 

## Stationsbygninger
Der har ligget tre stationsbygninger på stedet. Først den oprindelige fra 1901, der lignede de øvrige på Sønderborgbanen, men var bare den største på strækningen. I 1967 blev der indviet en ny og moderne bygning der dog allerede blev nedrevet i 2004 og i dag ligger der kun perronen med de to spor tilbage. Billetsalget foregår ved automat. Der var billetsalgskontor i Alsion-bygningen umiddelbart ved siden af stationen fra 2007 til 2013.